# Relaxationsschwingung
Relaxationsschwingungen (engl. relaxation oscillations) sind ein Phänomen in der Lasertechnik, welches die Schwankung der Intensität eines Laserstrahls als Reaktion auf eine Störung im Laserbetrieb beschreibt.

## Mechanismus
Im stationären Laserbetrieb (cw-Betrieb) entspricht der Gain des Lasers dem Schwellenwert der Verstärkung (engl. threshold gain), unter dem keine Laseroszillation stattfinden kann. Dieser Effekt wird als Gain Clamping bezeichnet. Die zeitliche Entwicklung der Laserintensität innerhalb des Resonators ist abhängig von der Verstärkung {\displaystyle g} und lautet
{\displaystyle I(t)=e^{{\frac {cl}{L}}(g-g_{t})t}}
mit {\displaystyle l} der Länge des Verstärkungsmediums, {\displaystyle L} der Länge des Laserresonators und {\displaystyle g_{t}} dem Threshold Gain, welcher durch die Resonatorverluste bestimmt wird.  Für {\displaystyle g<g_{t}} ist der Exponent kleiner null und es findet eine exponentielle Dämpfung statt. Im umgekehrten Fall erfährt das Lichtfeld eine exponentielle Verstärkung. Es ist zu beachten, dass die Verstärkung {\displaystyle g} im Allgemeinen eine Funktion der Frequenz {\displaystyle \nu } ist, also {\displaystyle g=g(\nu )}. Ebensolches gilt für {\displaystyle g_{t}}. Dies ist für das Verständnis von Relaxationsschwingungen jedoch nicht von Bedeutung.
Unter gewissen Umständen kann es passieren, dass der Gain auf einen Wert oberhalb des Schwellenwertes anwächst (z. B. bei Fluktuationen der Pumpleistung, bei Inbetriebnahme des Lasers etc.). In diesem Fall übersteigt der Verstärkungsfaktor die Resonatorverluste, was zur Folge hat, dass die Intensität des Lichtfeldes innerhalb des Resonators exponentiell ansteigt. Durch ansteigende Feldstärken wird die Besetzungsinversion des Lasers jedoch stärker abgebaut, was zu einer Verringerung des Gains führt (siehe auch: Verstärkungssättigung). Fällt der Gain dadurch unter den Schwellenwert, so erfährt das Lichtfeld seinerseits einen exponentiellen Abklang. Kann sich die Besetzungsinversion aufgrund der geringeren Laserintensität wieder bis über den Schwellenwert aufbauen, so führt sich der beschriebene Prozess zyklisch fort. Die Amplituden der Relaxationsschwingungen fallen im Regelfall exponentiell ab, so dass nach einiger zeit wieder der stationäre Laserbetrieb erreicht ist.
Relaxationsschwingungen sind vor allem in Rubinlasern gut zu beobachten. Übliche Schwingungsperioden liegen dort in der Größenordnung von 21 µs mit Abklinglängen im Bereich von 2 ms. Die Intensität eines Rubinlaserstrahls besteht oft aus einer Serie unregelmäßiger Spikes, was auf Relaxationsschwingungen zurückzuführen ist, welche kontinuierlich durch mechanische sowie thermische Fluktuationen angeregt werden.